# Symphonie no 37 de Joseph Haydn
Pour les articles homonymes, voir Symphonie no 37.

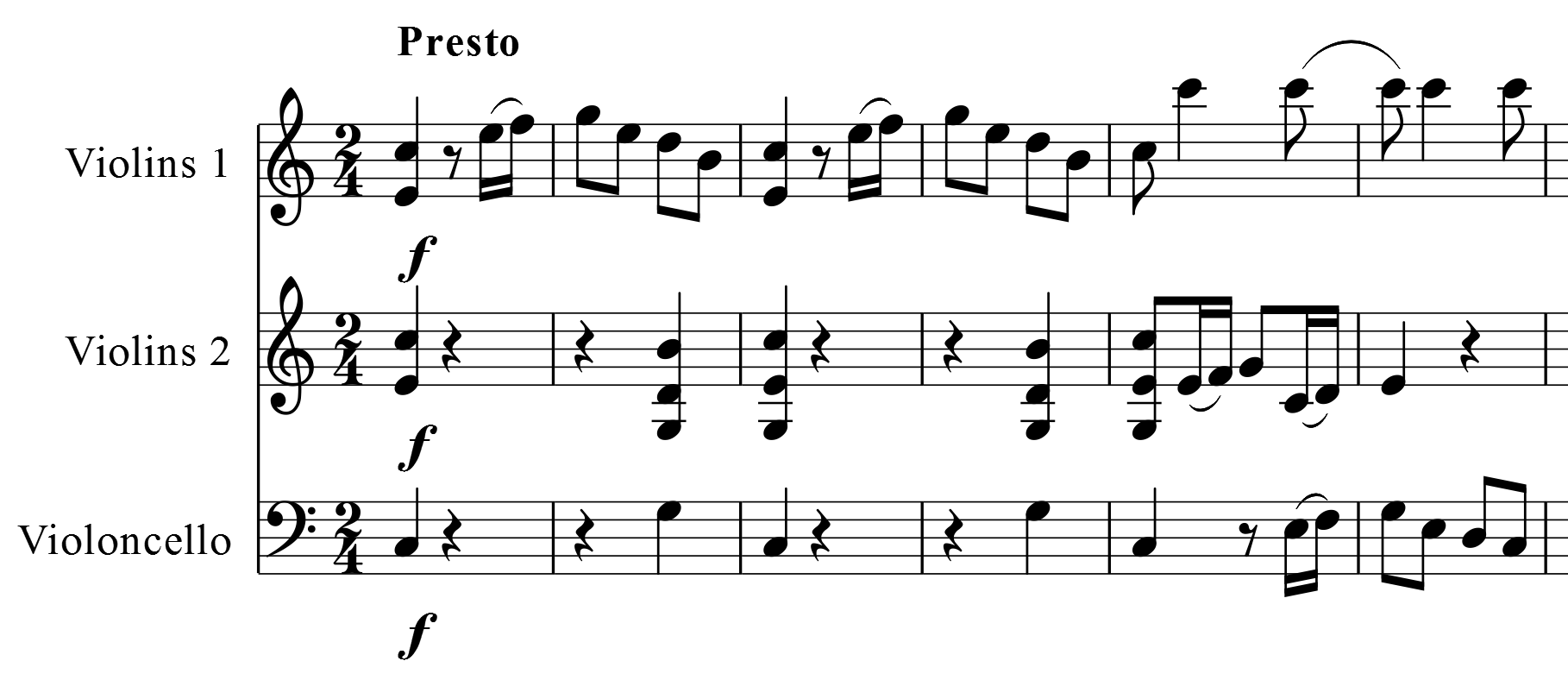
Extrait du 1er mouvement de la symphonie.

La Symphonie no 37 en do majeur Hob. I:37 est une symphonie du compositeur autrichien Joseph Haydn, composée vers 1757/58.

## Analyse de l'œuvre
La symphonie comporte quatre mouvements :
1. Presto
2. Menuet
3. Andante
4. Presto

Durée approximative : 17 minutes.

## Instrumentation
- deux hautbois, deux bassons, deux cors, deux trompettes, cordes et continuo.